# Ringo the 4th
Ringo the 4th é um álbum de Ringo Starr, lançado em 1977.
Após o fracasso comercial de Ringo's Rotogravure (1976), Starr decidiu mudar sua fórmula de usar seus amigos músicos bem conhecidos (principalmente seus companheiros ex-Beatles), para escrever canções e aparecer em seus álbuns. Em vez disso, ele intensificou sua parceria com Vini Poncia, com quem escreveu várias das músicas do disco. David Foster tocou teclado em algumas músicas, enquanto Melissa Manchester e Bette Midler apareceram ocasionalmente nos backing vocals.
Ringo the 4th foi um fracasso desde o seu lançamento em setembro, tanto por causa de vendas fracas, tanto pelas críticas. O álbum alcançou apenas a posição #162 nos Estados Unidos.
| Críticas profissionais                                                      | Críticas profissionais |
| Avaliações da crítica                                                       | Avaliações da crítica  |
| Fonte                                                                       | Avaliação              |
| --------------------------------------------------------------------------- | ---------------------- |
| Allmusic                                                                    | [ 1 ]                  |
| Esta tabela precisa de ser acompanhada por texto em prosa. Consulte o guia. |                        |

## Faixas
| N.º | Título                             | Compositor(es)              | Duração |  |
| 1.  | "Drowning In The Sea Of Love"      | Kenny Gamble/Leon Huff      | 5:09    |  |
| 2.  | "Tango All Night"                  | Steve Hague, Tom Seufer     | 2:58    |  |
| 3.  | "Wings"                            | Richard Starkey/Vini Poncia | 3:26    |  |
| 4.  | "Gave It All Up"                   | Richard Starkey/Vini Poncia | 4:41    |  |
| 5.  | "Out On The Streets"               | Richard Starkey/Vini Poncia | 4:29    |  |
| 6.  | "Can She Do It Like She Dances"    | Steve Duboff/Gerry Robinson | 3:12    |  |
| 7.  | "Sneaking Sally Through The Alley" | Allen Toussaint             | 4:17    |  |
| 8.  | "It's No Secret"                   | Richard Starkey/Vini Poncia | 3:42    |  |
| 9.  | "Gypsies In Flight"                | Richard Starkey/Vini Poncia | 3:02    |  |
| 10. | "Simple Love Song"                 | Richard Starkey/Vini Poncia | 2:57    |  |